# Nigrita bicolor
La nigrita petto castano (Nigrita bicolor (Hartlaub, 1844)) è un uccello passeriforme della famiglia degli Estrildidi.

## Descrizione

### Dimensioni
Misura fino a circa 11–12 cm di lunghezza, coda compresa.

### Aspetto
Come intuibile dal nome scientifico della specie, la livrea di questi uccelli è dominata da due colori: mentre infatti faccia, gola, petto e ventre sono di colore castano-rossiccio (da cui la nigrita petto castano ricava il proprio nome comune), i vertice, la nuca, il dorso, le ali e la coda sono di colore grigio ardesia, con tendenza a scurirsi fino a divenire nerastro su quest'ultima e sulle remiganti. Il becco è nero, le zampe sono di colore carnicino-grigiastro, gli occhi sono bruno-rossicci con cerchio perioculare grigio-bluastro. Come nelle altre specie di nigrita, anche nella nigrita petto castano il dimorfismo sessuale è quasi inesistente, con le femmine che tendono ad avere minore estensione della colorazione bruna facciale.
Nel complesso, la nigrita petto castano appare piuttosto simile al beccaformiche fronte rossa, col quale viene spesso confusa e dal quale differisce per il becco più corto e robusto e per la mancanza di colorazione rossa sulla fronte.

## Biologia
Si tratta di uccelli che all'infuori del periodo riproduttivo tendono a vivere in piccoli gruppi familiari, talvolta in associazione con altre specie congeneri (come la nigrita fronte chiara e la nigrita testa grigia): essi passano la maggior parte del proprio tempo fra le cime degli alberi alla ricerca di cibo, mantenendosi in contatto attraverso una serie di richiami profondi e lamentosi. 

### Alimentazione
Questi uccelli hanno una dieta principalmente insettivora, nutrendosi perlopiù d'insetti e altri piccoli invertebrati, oltre che delle loro larve: essi si nutrono tuttavia anche di bacche, frutta, semi ed occasionalmente anche di piccoli vertebrati.

### Riproduzione
La stagione riproduttiva cade generalmente durante la seconda metà della stagione delle piogge, quando le coppie tendono a isolarsi per nidificare.

Il nido viene costruito da ambedue i partner nel folto della vegetazione, fra i 2 ed i 25 m dal suolo, utilizzando fili d'erba secca, foglie e muschio intrecciati a formare una struttura globosa con ingresso laterale rivolto verso il basso. Al suo interno la femmina depone 2-5 uova biancastre che provvede a covare, alternandosi col maschio, per circa due settimane, al termine delle quali schiudono pulli ciechi ed implumi. Essi, accuditi da ambedue i genitori, sono in grado d'involarsi attorno alle tre settimane di vita, tuttavia generalmente tendono a rimanere nei pressi del nido per almeno un'altra decina di giorni prima di allontanarsene definitivamente.

## Distribuzione e habitat
La nigrita petto castano occupa un areale che va dal Senegal al Kenya orientale, e a sud fino al Repubblica Democratica del Congo meridionale ed all'Angola nord-occidentale.
L'habitat di questi uccelli è rappresentato dalle aree di foresta pluviale primaria e secondaria con denso sottobosco, anche in prossimità di aree urbane.

## Tassonomia
Se ne riconoscono due sottospecie:
- Nigrita bicolor bicolor, la sottospecie nominale, diffusa in Guinea dal Senegal al Togo;
- Nigrita bicolor brunnescens Reichenow, 1902, diffusa nella porzione orientale dell'areale occupato dalla specie, oltre che a Príncipe;

In passato se ne riconosceva una terza sottospecie, Nigrita bicolor saturatior, diffusa in Congo orientale e caratterizzata da maschi di colorazione più scura rispetto alle femmine, tuttavia attualmente si tende a classificare questa sottospecie come popolazione della sottospecie brunnescens.
La sottospecie brunnescens è caratterizzata da dimensioni leggermente maggiori e colorazione più opaca rispetto alla sottospecie nominale.